# Санкт Ганглоф
Санкт Ганглоф (њем. St. Gangloff) општина је у њемачкој савезној држави Тирингија. Једно је од 93 општинска средишта округа Зале-Холцланд. Према процјени из 2010. у општини је живјело 1.298 становника. Посједује регионалну шифру (AGS) 16074093.

## Географски и демографски подаци
Санкт Ганглоф се налази у савезној држави Тирингија у округу Зале-Холцланд. Општина се налази на надморској висини од 330 метара. Површина општине износи 9,4 km². У самом мјесту је, према процјени из 2010. године, живјело 1.298 становника. Просјечна густина становништва износи 137 становника/km².